# Стивън Айрлънд
Стивън Джеймс  (на английски: Stephen James Ireland) ирландски футболист, играещ най-често като атакуващ полузащитник. Футболистът с най-голям процент на покрита от татуировки кожа.

## Биография
Роден е в Корк, графство Корк, Ирландия. Айрлънд започва кариерата си в Коув, в младежката формация на Коув Рамблърс, отбор, в който е играл баща му.  Когато е на 15 години преминава при младежите на Манчестър Сити и първият му мач за представителния отбор е срещу Болтън на 18 септември 2005. Избран е за Играч на сезона за 2008/2009. От лятото на 2010 г. той премина в отбора на Астън Вила като част от сделката с Джеймс Милнър.

## Личен живот
Айрлънд е женен и има три деца. Той притежава жилище в Престбъри, Чешър и редица превозни средства, изработени по поръчка. След сключването на договор с Болтън Уондърърс той обявява жилището за продажба и го продава през 2019 г. за 3,75 милиона паунда (4,3 милиона евро). Айрлънд има редица татуировки, включително голям чифт ангелски крила на гърба си.